# Xing Cai
Zhang Xingcai (207 - 285?) Impératrice de l'État du Shu Han. Elle était la fille cadette de Zhang Fei et de Dame Xiahou. Elle est la sœur cadette de Zhang Bao et de Zhang Shao ainsi que la seconde femme de Liu Shan, qu'elle a épousé en 237, à la mort de sa sœur aînée, qui l'avait épousé en premières noces et qui a donné sa vie à Bai Di pour sauver Liu Shan, et devint alors l'impératrice du Shu.
Elle a servi comme général du Shu.
Elle était l'amie d'enfance de Guan Ping.
C'est Zhao Yun qui l'a entraîné.
Ses oncles de sang, Liu Bei et Guan Yu, sont tous deux comme elle, des guerriers prêts à tout sacrifier pour préserver la paix du royaume Shu. (Elle fut enterrée à Nanling ?)
Toutefois, Xingcai est le prénom fictif de la seconde femme de Liu Shan. Il a été créé pour le jeu Dynasty Warriors (où Xingcai apparaît depuis le 5).